# Lê Mạnh Khởi
Lê Mạnh Khởi là Thiếu tướng Công an nhân dân Việt Nam đã nghỉ hưu. Ông nguyên là Phó Tổng cục trưởng Tổng cục Hậu cần - Kỹ thuật, Bộ Công an Việt Nam.

## Tiểu sử
Lê Mạnh Khởi quê quán xã Đại Đồng, huyện Vĩnh Tường, tỉnh Vĩnh Phúc.
Lê Mạnh Khởi từng học trường THPT Lê Xoay, huyện Vĩnh Tường, tỉnh Vĩnh Phúc.
Lê Mạnh Khởi từng là Phó Tổng cục trưởng Tổng cục Hậu cần - Kỹ thuật, Bộ Công an Việt Nam.
Tháng 1 năm 2005, Đại tá Lê Mạnh Khởi, Phó Tổng cục trưởng Tổng cục IV được Chủ tịch nước Việt Nam Trần Đức Lương thăng quân hàm lên Thiếu tướng Công an nhân dân Việt Nam.

## Phong tặng

### Lịch sử thụ phong quân hàm
- Đại tá Công an nhân dân Việt Nam
- Thiếu tướng Công an nhân dân Việt Nam (năm 2005)

### Huân huy chương
- Huân chương Quân công hạng Ba (theo quyết định số 815/QĐ-CTN của Chủ tịch nước Việt Nam Nguyễn Minh Triết)[4]